# Eleftheres (Gemeindebezirk)
Der Gemeindebezirk Eleftheres (griechisch Δημοτική Ενότητα Ελευθερών Dimotikí Enótita Eleftherón) ist einer von fünf Gemeindebezirken in der Gemeinde Pangeo. Er ging im Rahmen der Verwaltungsreform 2010 aus der Gemeinde Eleftheres hervor und ist in einen Stadtbezirk und sechs Ortsgemeinschaften untergliedert. Verwaltungssitz ist die Kleinstadt Nea Peramos.
Im Süden und Osten bildet die Küste die natürliche Grenze von Eleftheres. Im Norden und Westen wird der Gemeindebezirk durch das Symvolo-Gebirge begrenzt. Die höchste Erhebung ist der Agriada (Αγριάδα) im Symvolo-Gebirge mit 694 m. Die Einwohner leben hauptsächlich vom Weinanbau und dem Tourismus.

## Geschichte
Die wichtigsten historischen Relikte sind die Ruinen des antiken Oisyme, die Burg von Anaktoropolis und der byzantinische Turm von Apollonia (13. – 14. Jahrhundert v. Chr.).
Im Jahr 1913 fand hier die Schlacht von Vasopetra statt.

## Gliederung
- Stadtbezirk Nea Peramos – Δημοτική Κοινότητα Νέας Περάμου – 3.532
  - Agia Marina – Αγία Μαρίνα – 5
  - Agios Athanasios – Άγιος Αθανάσιος – 13
  - Nea Peramos – Νέα Πέραμος – 3.514
- Ortsgemeinschaft Agios Andreas – Τοπική Κοινότητα Αγίου Ανδρέου – Άγιος Ανδρέας – 411
- Ortsgemeinschaft Eleochori – Τοπική Κοινότητα Ελαιοχωρίου – 1.222
  - Eleochori – Ελαιοχώρι – 1.195
  - Paralia Eleochoriou – Παραλία Ελαιοχωρίου – 27
- Ortsgemeinschaft Eleftheres – Τοπική Κοινότητα Ελευθερών – Ελευθερές – 1.303
- Ortsgemeinschaft Folea – Τοπική Κοινότητα Φωλεάς – 576
  - Folea – Φωλεά – 567
  - Pyrgos – Πύργος – 9
- Ortsgemeinschaft Myrtofyto – Τοπική Κοινότητα Μυρτοφύτου – 433
  - Myrtofyto – Μυρτόφυτο – 424
  - Paralia Myrtofytou – Παραλία Μυρτοφύτου – 9
- Ortsgemeinschaft Nea Iraklitsa – Τοπική Κοινότητα Νέας Ηρακλίτσης – 1.605
  - Apovathra – Αποβάθρα – 45
  - Nea Iraklitsa – Νέα Ηρακλίτσα – 1.560